# ニュージーランドの地理
ニュージーランドの地理は、北島（マオリ語:Te-Ika-a-Maui）及び南島（マオリ語:Te Wai Pounamu）の主要2島と、水半球の中央部付近に位置する小島群にまで及ぶ。気候は温帯から北オークランド半島の亜寒帯とバラエティに富み、ほぼ全土が山がちである。
こうした劇的かつ変化に富んだ景観により、ロード・オブ・ザ・リングシリーズなどテレビ番組や映画のロケ地として知られるようになった。
北西部はオーストラリア、北部にはトンガやフィジーがそれぞれ海を隔てて隣接。
なお、南極大陸の一部地域についても領有権を主張している（南極条約により凍結されているが放棄・否定されたわけではない）。「南極における領有権主張の一覧」も参照。

## 自然地理
オセアニア、就中南太平洋に位置し、アンティポデス諸島、オークランド諸島、バウンティ諸島、キャンベル諸島、クリスマス諸島及びケルマディック諸島を含めると、その領域は267,710㎢となる。これはイタリアや日本よりも僅かに狭く、イギリスよりも少し大きい。なお、上掲の島々はジーランディアと呼ばれる、海底下の大陸から生じた土地の主要地域を構成。
海岸線は15,134kmと広範囲にわたる海産資源に恵まれており、排他的経済水域は400万㎢以上に及び世界第5位の広さを誇る。陸上で接した国境は無い。

### 南島
国内では最大の面積となっており、総人口の4分の1程度が居住。最高峰のクック山（標高3724m）が聳えるサザンアルプス山脈により東西を2分する。これ以外にも3000m級の山々が18もあり、東側にカンタベリー平原、西側には未開拓の海岸線が広がり、原生林やフォックス氷河、フランツヨーゼフ氷河がある事でも知られる。

### 北島
南島と比して山地は少なく、火山活動が盛ん。最高峰は円錐形の活火山でもあるルアペフ山（標高2797m）。国内最大の湖であるタウポ湖が中央付近にあるが、これは7万年前に発生した世界最大の噴火としても知られる、オルアヌイ噴火によって形成されたカルデラに存在。

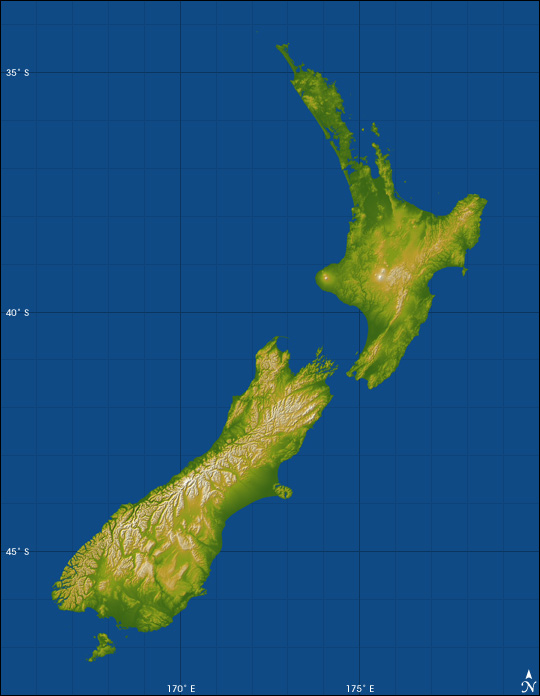
ニュージーランドの地勢図
ジーランディアの地勢図
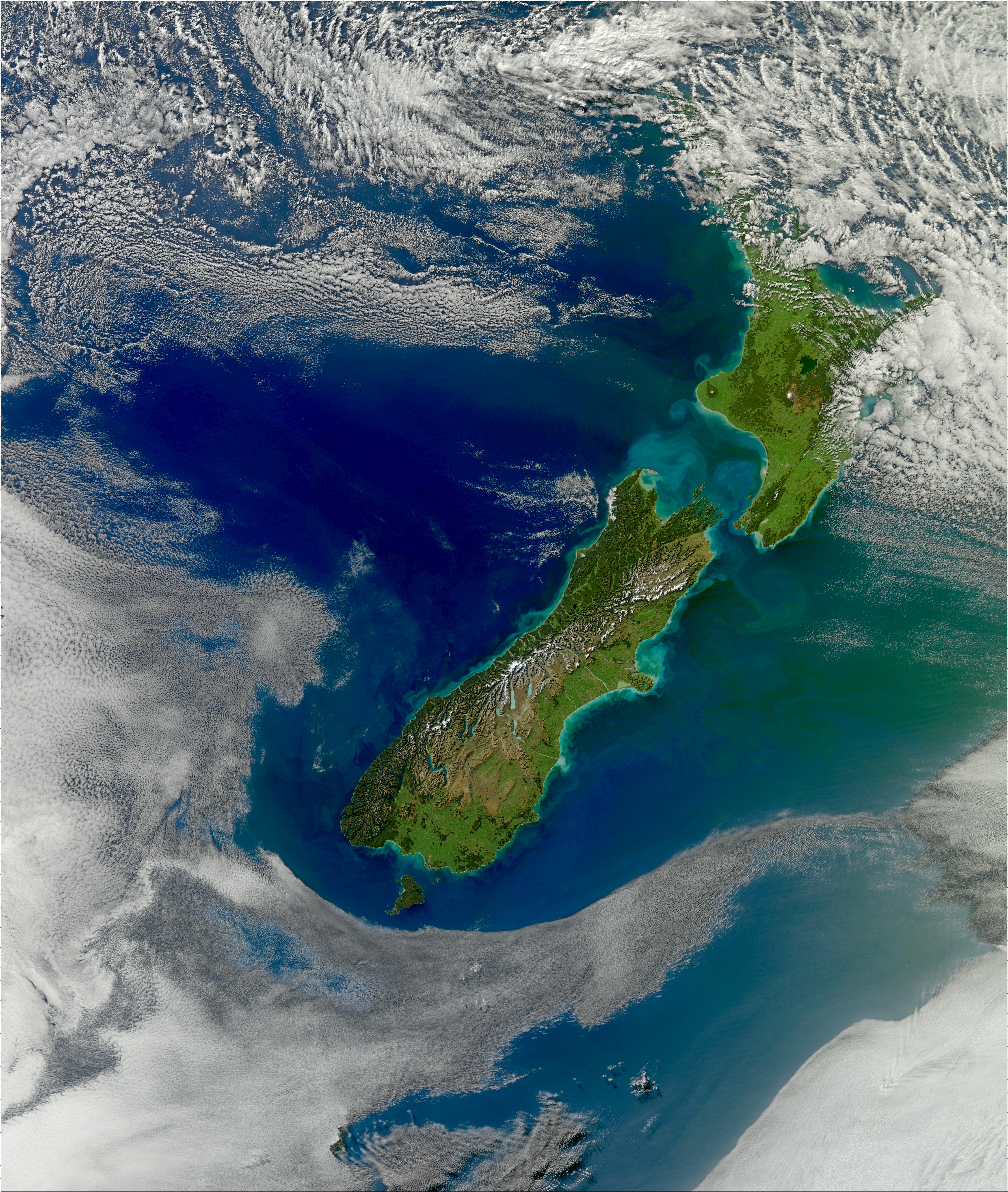
クック海峡の強風により、海岸線を侵食する高波が生じる

## 地質
インド・オーストラリアプレートの下に太平洋プレートが沈み込んでいるため、就中北島のタウポ火山帯において火山活動が著しい。また、地熱エネルギーが数多くのハイドロサーマル発電にて利用。火山活動が活発な地域の中には、ロトルア間欠泉のような有名観光地もある。
2つのプレートがぶつかる事で定期的に地震が発生するものの、被害が深刻なものは滅多にしか起こらない。ただ、これによりアルピン断層に沿ってサザンアルプス山脈を隆起させるため、山地地形性の降雨により国内の電力の殆どを水力発電で賄う事が可能となっている。年間14,000回近くの地震が観測され、そのうちマグニチュード7を超えるものが数回発生。
堆積岩から成るカルスト地形が広がり、タカカ高原やワイトモ洞窟といった景勝地が観光客を惹き付けている。

## 政治地理学
南島に7地域、北島に9地域の計16地域から成り、その他地域の境界線に含まれない数多くの孤島群が存在。なお、チャタム諸島は議会が資源管理法の下で1地域として機能してはいるものの、それ自体が1地域として認められてはいない。ケルマディック諸島や亜南極諸島は少数の保護局職員が住むのみである。

## 気候
ニュージーランドの気候に影響を与えるのは、次の3要素である。
- 西からの卓越風と緯度
- 海洋に囲まれた環境
- 山地、就中サザンアルプス山脈

### 気温
冷帯から温帯まで幅広く、平均気温は南島の8℃から北島の16℃にまで及ぶ。南半球に位置するため1月から2月にかけてが最も暖かく、7月が最寒月である。オタゴ中心部を除き気温の変動は少ないものの、天候が急激かつ予想外に変化する場合がある。
夏の気温は24 - 28℃の範囲に納まるが、内陸のオタゴ中心部に限っては30 - 34℃となる事が多い。風は冬になると専ら西から南東へと吹き低気圧の影響を受け易く、夏には北側から全土を覆う巨大なアンチサイクロンが優勢。

### 降水量
600 - 1600mm程度であり、降水量が最大なのは南島西海岸で、同島東海岸及びカンタベリー平原や、中央部のオタゴ盆地といった内陸部では最も少ない（640mm程度）。都市で見ると、クライストチャーチの年間降水量が640mm未満と最も少なく、オークランドに程近いハミルトンはその倍以上の1325mmとなっている。これよりも遥かに湿潤な地域は、年間降水量が5000 - 8000mmもある南島南海岸のフィヨルドランド地域である。

### 紫外線指数
紫外線指数は、最暖月に北島北部で極めて高い。これは他国と比して大気汚染が比較的少なく、日照時間が多いためである。殆どの地域において年間日照時間が2000時間を超え、プレンティ湾など多い所では2400時間にも及ぶ。一方、ウェストランドは1600時間と最も少なく、イギリスで最も日照時間が多いシリー諸島と同等。

## 土地利用

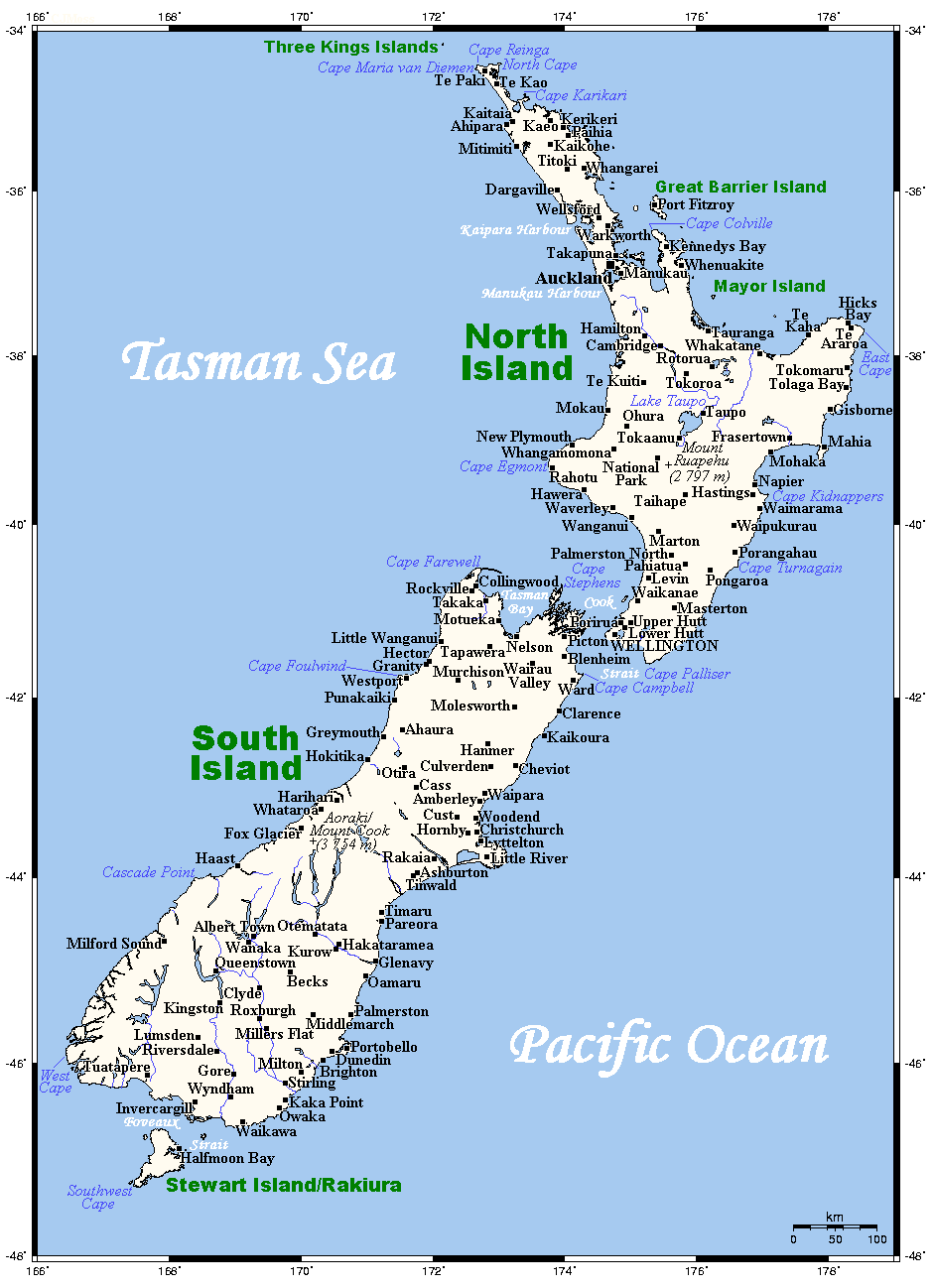
ニュージーランドの各都市

天然ガスや鉄鉱石、砂、石炭、金、石灰岩といった天然資源が採れるものの、耕作可能地は2%にも満たない。

## 自然災害
大きな被害には至らないものの、地震が年間で平均3000回発生しており、その殆どがマグニチュード3未満。また、これに関連して火山活動も北島中央部の火山平原で最も活発である。
干魃は主にオタゴやカンタベリー平原で定期的ではないが発生し、1月から4月にかけては北島のほぼ全土でも偶に起こる場合がある。逆に洪水が最も定期的に発生する自然災害とされ、冬期の洪水を免れる地域は少ない。低地よりも降水量が遥かに多い、高原地帯の程近くに人口が集中するためである。

## 対蹠点
ニュージーランド、中でもバウンティ、アンティポデス両諸島は水半球の中央付近にあり、ニュージーランド本土の対蹠点は概ねヨーロッパのイベリア半島に当たる。南島の北半分はガリシア及びポルトガル北部に相当。